# Осовський Бір
Осовський Бір (біл. вёска Восаўскі Бор) — село в складі Червенського району Мінської області, Білорусь. Село підпорядковане Колодезькій сільській раді, розташоване в центральній частині області.